# آلاله چمنزار
آلاله چمنزار (نام علمی: Ranunculus acris) نام یک گونه از سرده آلاله است.